# Новицкис, Вальдемар Александрович
Вальдемар Новицкис (лит. Valdemaras Novickis; 22 февраля 1956, Калеснинкай, Эйшишкский район — 31 января 2022, Каунас) — советский и литовский гандболист и тренер. Имел польские корни. Олимпийский чемпион 1988 года и чемпион мира 1982 года, обладатель Суперкубка 1985 года и чемпион мира среди молодёжи 1977 года в составе сборной СССР, капитан сборной СССР (1985—1988). Заслуженный мастер спорта СССР (1982).
Выступал за команды «Жальгирис», «Гранитас». В 1986 году окончил Литовскую ветеринарную академию. По завершении игровой карьеры Новицкий тренировал сборную Литвы и «Гранитас», был спортивным директором литовского клуба и белорусского БГК имени Мешкова.
Умер от рака.
Его сын — Вальдас Новицкис — тоже гандболист, игрок сборной Литвы.

## Достижения
- Олимпийский чемпион: 1988
- Серебряный призёр Олимпийских игр: 1980
- Чемпион мира: 1982
- Обладатель Суперкубка: 1985
- Обладатель Кубка ЕГФ: 1987
- Финалист Кубка ЕГФ: 1988
- Победитель Балтийской лиги: 1990/91
- Серебряный призёр летней Спартакиады народов СССР: 1983
- Бронзовый призёр летней Спартакиады народов СССР: 1979
- Серебряный призёр чемпионата СССР: 1980/81, 1984/85
- Бронзовый призёр чемпионата СССР: 1979, 1985/86
- Чемпион мира среди молодёжи: 1977
- Победитель Всесоюзной спартакиады школьников: 1974

- Серебряный призёр чемпионата мира среди военных: 2002, 2004
- Победитель Балтийской лиги: 1993, 1995—1998
- Чемпион Литвы: 1993—1995, 2008—2009
- Обладатель Кубка Литвы: 1993—1998, 2002—2003